# Ytterhällarna
Ytterhällarna är klippor i Finland.   De ligger i landskapet Nyland, i den södra delen av landet, 29 km öster om huvudstaden Helsingfors.
Terrängen runt Ytterhällarna är mycket platt.  Närmaste större samhälle är Nordsjö, 19,3 km nordväst om Ytterhällarna. 